# Sainte-Colombe (Sena y Marne)
 Sainte-Colombe  es una población y comuna francesa, en la región de Isla de Francia, departamento de Sena y Marne, en el distrito de Provins y cantón de Provins.

## Demografía
| 1209 | 1178 | 1309 | 1407 | 1555 | 1697 |
| Para los censos de 1962 a 1999 la población legal corresponde a la población sin duplicidades (Fuente: INSEE [Consultar]) |      |      |      |      |      |